# 希望食品
希望食品株式会社（のぞみしょくひん 英称：nozomi foods Co., Ltd.）は、群馬県藤岡市に本社を置くアルファ化米（乾燥米飯）製造の専業メーカーである。
登山やハイキング等の山岳活動や、キャンプやバーベキュー等のアウトドア、自治体や企業の災害備蓄等で利用される代表的な主食である「アルファ化米」を製造するメーカーとしてその名を知られている。社名は和文で「希望」と記述するが、読みは「きぼう」ではなく「のぞみ」。
社会福祉法人 青和会が運営する 障害者施設利用者の就労機会を創出し、障害者の経済的な自立を応援するために同法人理事が設立した株式会社である。
コーポレート・スローガンは「あなたの安心を支えるWel-heart」。

## 概要
創業者で代表取締役社長である青木次男は、妻が理事長を務め自身も理事を務める社会福祉法人 青和会の障害者就労継続支援事業において、授産活動における請負作業の減少に不安定さを感じ、常日頃から安定した事業はないかと模索していた。そんな中で、青木は2011年3月11日14時46分18秒に発生した東日本大震災での「食糧が被災者の方々の手に渡らない」という状況を耳にし、これらを組み合わせることで打破したいという熱い思いからアルファ化米の研究を開始。昼夜を問わず試作を重ね製品化にこぎつけ、2012年にアルファ化米の製造と販売を専業とするを希望食品株式会社を設立・操業を開始した。

この設立経緯から、同社で発生した業務の一部は（福）青和会の授産作業として委託されているほか、（福）青和会より施設外就労のユニットも受け入れている。また、同社も障害者の雇い入れに積極的である。

## 社名の由来
社名の「希望」は、同社WEBサイトにて「食品製造・販売事業を通じて一人でも多くの方々に「明日への希望」を届けたい、従業員及び関係者にとって希望となる会社にしたいという思いが込められている」と説明している。

## 沿革
- 2012年（平成24年）6月1日 - （福）青和会[1]の障害者施設利用者の就業機会創出のため、希望食品株式会社を設立
  - アルファ化米（ひじきご飯、五目ご飯、菜飯）を発売
  - アルファ化米（わかめご飯、白飯）を発売
- 2013年（平成25年） - アルファ化米炊き出しセットを発売
  - （特非）片品・山と森の学校との協力でアルファ化米（菜飯）～尾瀬限定Label～を発売
  - アルファ化米（白粥、梅粥）を発売
- 2016年（平成28年） - 社内に業務部を設置
- 2018年（平成30年） - 社内に品質保証部を設置
  - アルファ化米（カレーご飯）を発売
  - アルファ化米（梅粥）が平成３０年度～ぐんま新商品購入推進事業～認定事業者に認定
- 2019年（令和元年） - 令和元年8月の前線に伴う大雨、台風15号、台風19号への対応で農林水産大臣感謝状を授与
- 2020年（令和2年） - アルファ化米（梅粥）が、「ユニバーサルデザイン化されたアルファ化米（梅粥）」として令和元年度グッドデザインぐんまに選定
  - ISO 22000認証取得
  - アルファ化米（玄米ご飯）を発売
- 2021年（令和3年） - 同社NB製品の全ての食味を化学調味料不使用（無化調）化
  - アルファ化米（ガーリックトマトご飯）を発売

## 営業所・工場・関連会社
- 営業所
  - 本社営業部（藤岡）

- 生産工場
  - 本社工場（藤岡）
  - 社会福祉法人 青和会[1] 就労継続支援A型・B型[3]事業所（藤岡）

- 関連法人
  - 社会福祉法人青和会[1]

## 主な製品
まず同社の製品の特長として、製造するアルファ化米10種の全食味について食物アレルギーに関する特定原材料8品目、および準ずる20品目のアレルゲンを使用していない。

また2021年2月より、同社で製造するNB製品の全食味について化学調味料（アミノ酸等）を不使用とするマイナーチェンジを行っている。

### アルファ化米 個食タイプ
- アルファ化米（ひじきご飯）
- アルファ化米（五目ご飯）
- アルファ化米（菜飯）
- アルファ化米（わかめご飯）
- アルファ化米（カレーご飯）
- アルファ化米（ガーリックトマトご飯）
- アルファ化米（白飯）
- アルファ化米（玄米ご飯）
- アルファ化米（白粥）
- アルファ化米（梅粥）

### アルファ化米 炊き出しタイプ
- アルファ化米炊き出しセット（ひじきご飯）
- アルファ化米炊き出しセット（五目ご飯）
- アルファ化米炊き出しセット（菜飯）
- アルファ化米炊き出しセット（わかめご飯）
- アルファ化米炊き出しセット（カレーご飯）
- アルファ化米炊き出しセット（ガーリックトマトご飯）
- アルファ化米炊き出しセット（白飯）
- アルファ化米炊き出しセット（白粥）
- アルファ化米炊き出しセット（梅粥）